# 林滕貝克河
51°14′14″N 7°5′35″E / 51.23722°N 7.09306°E

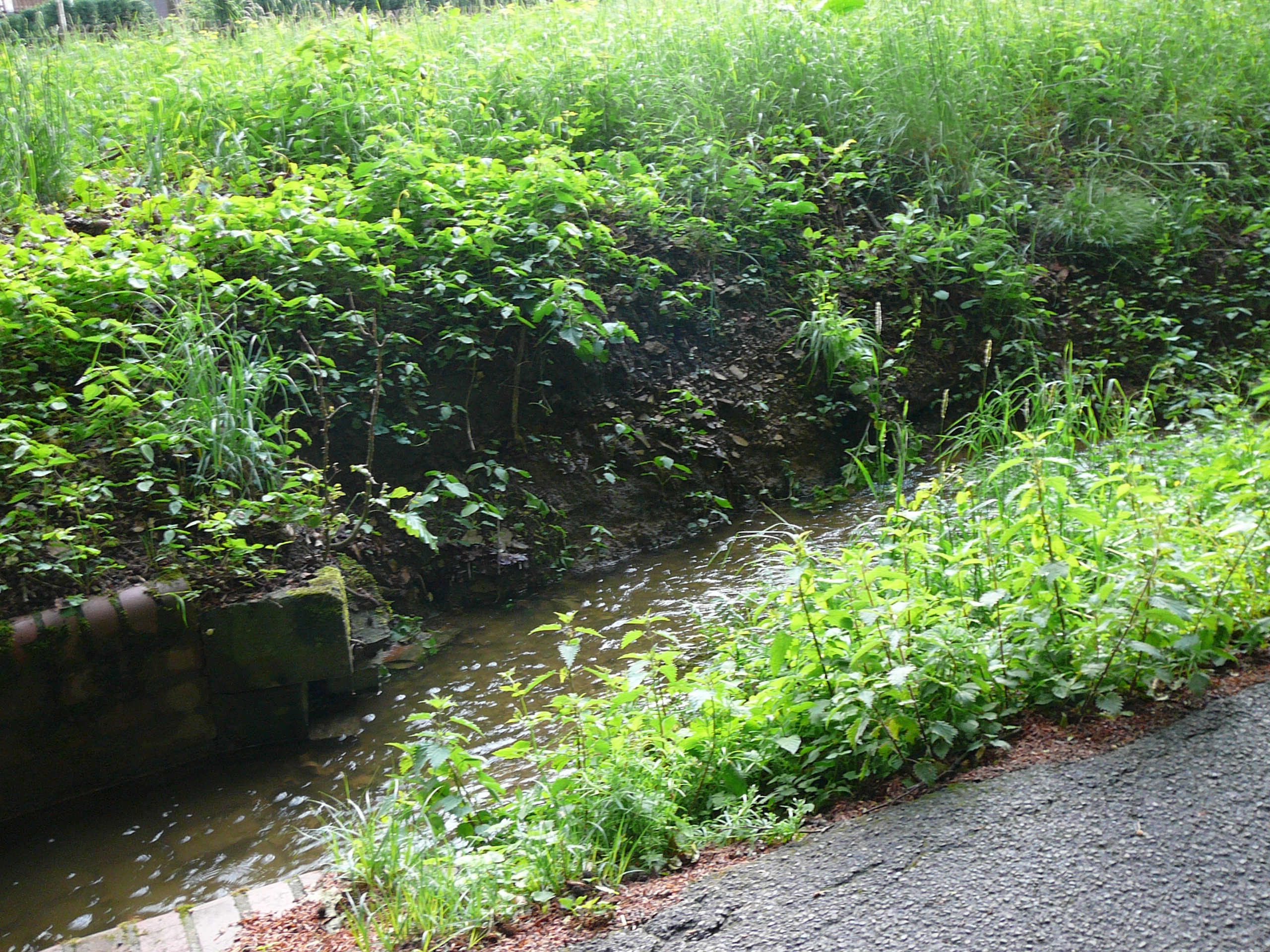

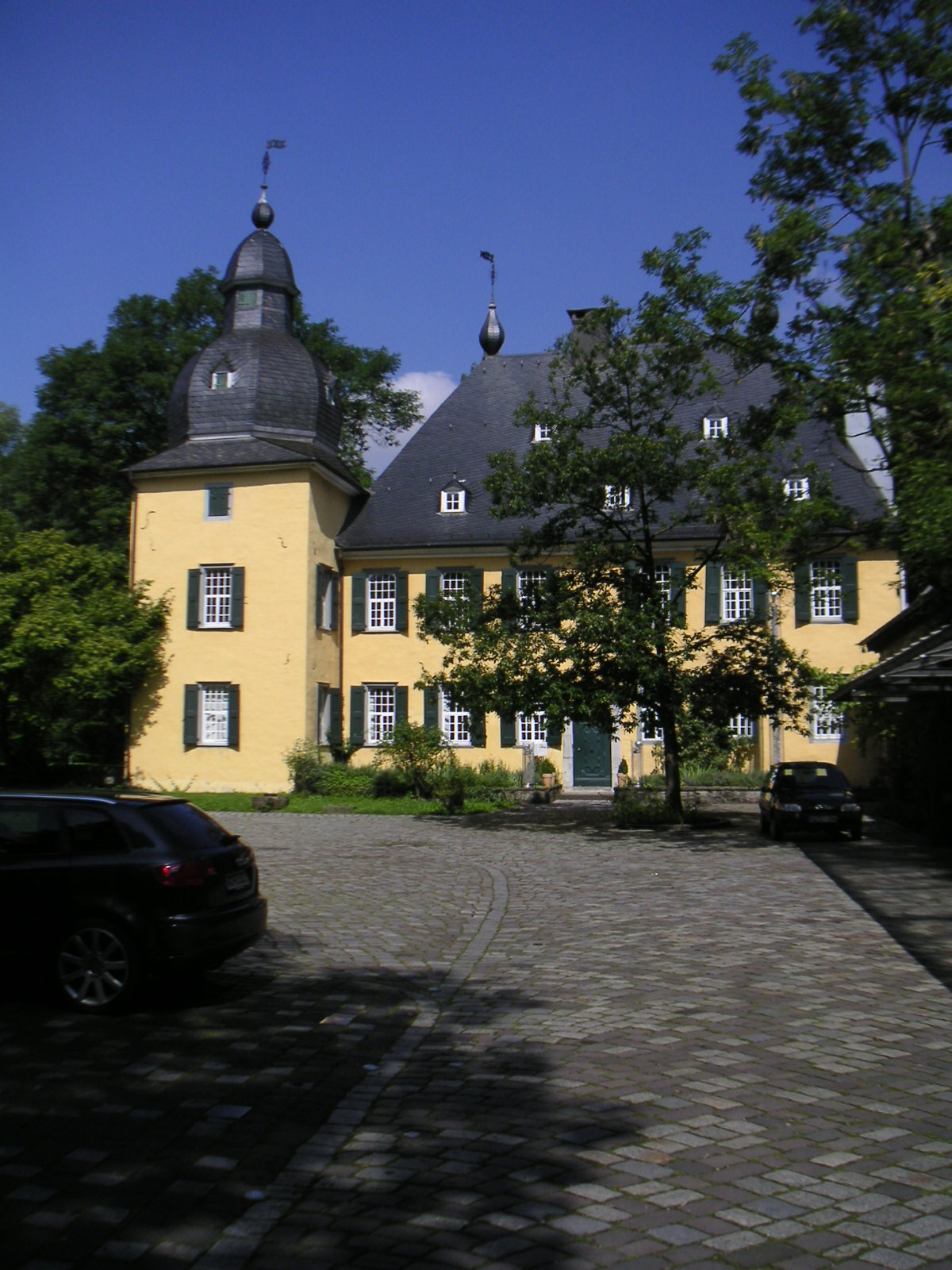

林滕貝克河（德語：Lüntenbeck），是德國的河流，位於該國西部，處於北萊茵-威斯特法倫州，屬於伍珀河的支流，河道全長3.1公里，流域面積2.1平方公里。